# Ozero Mjorskoje
Ozero Mjorskoje (ryska: Озеро Мёрское) är en sjö i Belarus.   Den ligger i voblasten Vitsebsks voblast, i den norra delen av landet, 190 km norr om huvudstaden Minsk. Ozero Mjorskoje ligger 139 meter över havet.
Trakten runt Ozero Mjorskoje består till största delen av jordbruksmark. Runt Ozero Mjorskoje är det glesbefolkat, med 17 invånare per kvadratkilometer.